# Anton Bernolák
Anton Bernolák (Slanica, 3 ottobre 1762 – Nové Zámky, 15 gennaio 1813) è stato un presbitero e linguista slovacco, fu il primo codificatore della lingua slovacca.

## Biografia
Nacque in una famiglia della nobiltà minore della regione di Orava. Studiò al ginnasio di Ružomberok (1772 - 76) e in seguito a Trnava e a Vienna e si laureò in teologia al seminario generale di Bratislava (1787). Entusiasta per le riforme illuministiche di Maria Teresa e di Giuseppe II, acquisì la padronanza di molte lingue classiche e moderne e una conoscenza enciclopedica di storia, economia, medicina, estetica, musica e politica.
Nello stesso anno, codificò per la prima volta la lingua slovacca standard, sulla base dei dialetti slovacchi occidentali parlati nei dintorni di Trnava, con alcuni elementi dei dialetti della Slovacchia centrale. La lingua, chiamata bernolákovčina, non fu comunque accettata come lingua standard nazionale, sebbene rappresenti una tappa importante nella formazione della moderna nazione slovacca. Dal 1787 al 1791 fu curato di Bernolákovo (al quel tempo Čeklís), dal 1791 al 1797 segretario nell'ufficio del vicario arcivescovile a Trnava e dal 1797 fino alla sua morte parroco a Nové Zámky.

## La Compagnia istruita slovacca
La sua lingua fu la base delle attività della Compagnia istruita slovacca (Slovenské učené tovarišstvo) fondata nel 1792 a Trnava e del movimento dei seguaci di Bernolák, che durò per tre generazioni. Fra i membri del sodalizio furono Juraj Fándly, scrittore, presbitero ed entomologo, Jozef Ignác Bajza, scrittore, autore del primo romanzo slovacco, lui pure presbitero, Ján Hollý, famoso scrittore, sacerdote, Alexander Rudnay Divékújfalusi, arcivescovo e cardinale.

## Opere
- 1782 – Divux rex Stephanus, magnus Hungarorum apostolus (Il santo re Stefano, grande apostolo degli Ungheresi)
- 1787 - Dissertatio-critica de literis Slavorum (Dissertazione critica della letteratura slava)
- 1787 – Linguae Slavonicae… compendiosa simul et facilis Orthographia (Ortografia della lingua slovacca compendiosa e facile)
- 1790 - Gramatica Slavica (Grammatica slovacca)
- 1791 - Etymologia vocum slavicarum (Etimologia delle voci slave)
- 1825 / 1827 - Slowár Slowenskí, Češko-Laťinsko-Ňemecko-Uherskí (Dizionario Slovacco, Ceco-Latino-Germano-Ungherese), un dizionario in sei volumi, pubblicato postumo a Buda dal canonico Juraj Palkovič